# Isoconazol
El isoconazol es un fármaco antifúngico derivado del imidazol que se utiliza en aplicación externa sobre la piel y mucosas. Habitualmente se suele presentar bajo la forma de nitrato de isoconazol.

## Farmacocinética
Fármaco de uso tópico, que prácticamente no se absorbe a través de la piel o las mucosas.

## Mecanismo de acción
- El isoconazol, al igual que otros derivados del imidazol, interactúa con los sistemas enzimáticos dependientes del citocromo P450, lo que  interfiere el metabolismo del lanosterol (dificulta la 14-desmetilación) llevando a una disminución del ergosterol y, de forma secundaria, a un acúmulo de esteroles anómalos (esteroles 14-alfa-metilados).[1] Al ser mucho más importante el ergosterol para la pared de los hongos que para la de las células humanas, y debido a la mayor afinidad de los primeros por los azoles, se explica la acción selectiva.[2] La falta de ergosterol altera la permeabilidad de las membranas de los hongos, lo que lleva a una desestructuración de las orgánulos intracelulares y de la capacidad de división. Secundariamente, el acúmulo de esteroles anómalos contribuye a la fragilidad y muerte celular.
- También posee un efecto directo sobre la membrana celular. Este efecto se pone de manifiesto mediante el efecto sinérgico que tiene lugar entre el isoconazol y determinados detergentes, y conlleva un efecto fungicida, a diferencia de la inhibición de la síntesis de ergosterol, que produce un efecto fungistático.[1]
- Una tercera capacidad del isoconazol y de los azoles en general, consiste en la posibilidad de inhibición de la ATPasa de la membrana celular fúngica.  Ello puede colapsar rápidamente el gradiente de electrolitos y disminuir el ATP intracelular.[1]
- Finalmente, en algunos hongos (como es el caso de las Cándidas) impiden la transformación en pseudohifas, lo que las hace más sensibles a la acción de los leucocitos del organismo.[3]
- Tiene un discreto efecto bactericida sobre algunos Gram + del tipo de los estreptococos y estafilococos.

## Indicaciones
El isoconazol es activo frente a Candida albicans, Trichophyton rubrum, Trichophyton mentagrophytes, Epidermophyton floccosum, Microsporum canis, Pityrosporon orbiculare (Malassezia furfur), Aspergillus, Nocardia y algunas bacterias Gram +  (estafilococos y estreptococos). Se utiliza, por tanto, en tiñas, pitiriasis versicolor e infecciones vulvo-vaginales.

## Interacciones
Por su uso tópico no hay descritas interacciones de interés.

## Reacciones adversas
Para la valoración de las reacciones adversas (RAM) se tendrán en cuenta los criterios de la CIOSM.
Ardor y prurito en el sitio de aplicación son reacciones que pueden aparecer de forma infrecuente (0.1% a 1%)